# Eugen Hultzsch
Eugen Hultzsch (* 29. März 1857 in Dresden; † 16. Januar 1927 in Halle (Saale)) war ein deutscher Indologe.

## Leben
Der Sohn des Kommerzienrates, Handelskammerpräsidenten und Politikers Theodor Hultzsch studierte orientalische Sprachen, vergleichende Sprachwissenschaft und Sanskrit. Er schloss das Studium 1879 an der Universität Leipzig mit einer Dissertation zum Werk des Vasantaraja Sakuna ab, einem Buch, das von den durch Tiere hervorgerufenen Omina handelt. Hultzsch war Mitglied des Klassisch-Philologischen Vereins Leipzig im Naumburger Kartellverband. 1878/79 leistete er Militärdienst als Einjährig-Freiwilliger im sächsischen Infanterie-Regiment Nr. 106 in Leipzig (1881 Reserveleutnant). 1882 habilitierte er an der Universität Wien (veröffentlicht unter dem Titel »The Baudhayadharma sastra« 1884) und wirkte dort von 1882 bis 1886 als Privatdozent für Orientalische Sprachen. 1886 trat er das Amt eines »Epigraphist to the Government of Madras« an, zugleich war er Fellow der University of Madras.
1903 folgte er einem Ruf auf Richard Pischels Ordinariat für Sanskrit und vergleichende Sprachwissenschaft an die Universität Halle. Hultzsch war Schriftführer der Deutsch-Morgenländischen Gesellschaft (DMG), Mitglied zahlreicher Akademien und wissenschaftlicher Gesellschaften und wurde mit dem Roten Adlerorden 4. Klasse ausgezeichnet. 1925 von den amtlichen Verpflichtungen entbunden, erlebte der Herzkranke 1926 noch die Drucklegung seiner Edition der Ashoka-Inschriften in der Reihe Corpus Inscriptionum Indicarum. Fast alle Werke Hultzschs wurden im letzten Drittel des 20. Jahrhunderts als Reprint wiederveröffentlicht.

## Auszeichnungen
- 1880 und 1885: Förderpreis der Bopp-Stiftung